# Vetera Castra
Vetera castra, romersk lägerstad på högra Rhenstranden mitt emot Lippes mynning nära Fürstenberg vid Birten, omkr. 1,5 km söder om Xanten. Grävningar, som inleddes 1905, har bragt i dagen åtskilliga minnesstenar och mindre föremål, härrörande från officerare och soldater vid olika legioner, som där varit förlagda under hela romerska kejsartiden. Platsen var först en öppen operationsbas, för offensiv mot germanerna, sedan fästning. 